# Përparim
Përparim é uma comuna (em albanês:  komuna) da Albânia localizada no distrito de Peqin, prefeitura de Elbasan.